# United States Army im Vietnamkrieg
Der Vietnamkrieg (1955–1975) konfrontierte die US Army mit einer Vielzahl von Herausforderungen, sowohl im militärischen Kontext als auch in der Heimat. Im dichten Dschungel Vietnams sahen sich die Soldaten einem unsichtbaren Feind gegenüber, der Guerillataktiken einsetzte, während das schwierige Terrain, tropische Krankheiten und die ständige Gefahr von Hinterhalten die Moral und Effektivität der Truppen belasteten. Parallel dazu führte die Wehrpflicht in den USA zu Spannungen: So wurde Kritik laut, da junge Männer gegen ihren Willen eingezogen wurden und die ungleiche Verteilung der Lasten – vor allem zulasten der Arbeiterklasse und ethnischer Minderheiten – zu breiten gesellschaftlichen Protesten führte.
Administrative und organisatorische Reformen der US Army zwischen den 1950er Jahren und dem Eintritt in den Vietnamkrieg brachten bedeutende Modernisierungen und Innovationen mit sich. Dennoch zeigten die spezifischen Anforderungen des Vietnamkriegs – insbesondere der Guerillakrieg in schwierigem Terrain – die Grenzen dieser Reformen auf. Während die Armee technisch gut ausgestattet war, litt sie unter einem Mangel an strategischer Anpassung und einer unausgewogenen Rekrutierungspolitik, die die Effektivität im Konflikt einschränkte.

## Führung, Kontrolle und Organisation
Während des Vietnamkriegs lag die Befehlsgewalt über die Army genau wie heute beim Präsidenten. Der Secretary of the Army bzw. das Office of the Secretary of the Army war für die Ausbildung, Ausrüstung und Verwaltung der Army zuständig. Innerhalb des Office gab es vier Assistant Secretary of the Army: Financial Management, Research and Development, Manpower and Reserve Affairs und Installation and Logistics. Diese wiederum berichteten dem Under Secretary of the Army. Zusätzlich standen dem Secretary of the Army der Administrative Assistant, das General Council, der Chief of Public Information und dem Chief of Legislative Liaison beratend zur Seite. Dem Secretary of the Army stand der Army Staff zur Seite, der sich aus dem Chief of Staff, dem Army General Staff und dem Special Staff zusammensetzte.
Der Chief of Staff war der höchste militärische Mitarbeiter des Ministers. Als Mitglied des Joint Chief of Staff war er Berater des Präsidenten, des Nationalen Sicherheitsrates und des Verteidigungsministers. Innerhalb der Army war er dem Secretary of the Army gegenüber verantwortlich sowie für die Verwaltung, Ausbildung und Versorgung der Army zuständig. Der Chief of Staff stand dem Office of the Chief of Staff vor, das aus dem Vice Chief of Staff, dem Safeguard System Manager, dem Director for Civil Disturbance Planning and Operations, dem Advanced Aerial Fire Support System Manager, dem Assistant Vice Chief of Staff und dem Secretary of the General Staff bestand.
Dem Chief of Staff standen ebenfalls neun weitere Assistenten zur Verfügung. Der Deputy Chief of Staff for Military Operations, der Deputy Chief of Staff for Personal, der Deputy of Staff for Logistics, der Comptroller of the Army, der Chief of Research and Development, der Chief of Reserve Components und die Assistant Chiefs of Staff for Force Development und Intelligence and Communications-Electronics. Außerdem waren dem Chief of Staff 14 Special Staff Officers unterstellt.

### Feldarmee
Im Jahr 1969 bestand eine Feldarmee aus zwei oder mehr Korps, und einer zusätzlichen Panzerdivision.
- 1. United States Army (1. Okt. 1933)
- 3. United States Army (1. Okt. 1933)
- 5. United States Army (5. Jan. 1943)
- 6. United States Army (25. Jan. 1943)
- 7. United States Army (10. Juli 1943)
- 8. United States Army (10. Juni 1944)

### Division
Die Divisionen wurden im Rahmen der Struktur Reorganization Objective Army Division (ROAD) umstrukturiert. Die Umgliederung hatte mit der Neuaufstellung der Luftlandedivisionen 1964 und der Schaffung der ersten Airmobile Division im Jahr 1965 begonnen. Es gab fünf Arten von Divisionen: Infanterie, motorisierte Infanterie Panzer, Luftlande- und Airmobile Divisionen. Die Grundlagen zur Neuausrichtung waren die Erkenntnis, dass ein Standarddivision nicht in der Lage war, alle Aufgaben zu erfüllen. Es war nötig dass Divisionen bis zu einem gewissen Grad spezialisiert sein mussten und dass sie eine flexible Struktur benötigten, die auf die Anforderungen verschiedener Konfliktstufen, Gelände, Klima, gegnerische Fähigkeiten und andere Bedingungen zugeschnitten werden konnte. 1968 lag die Stärke einer Infanteriedivision zwischen 15.800 und 19.000 Mann.

### Brigade, Bataillon, Kompanie und Zug
Brigaden bestanden aus einer unterschiedlichen Anzahl von Bataillonen und Unterstützungseinheiten. Eine Gruppe entsprach in Bezug auf die Staffelung einem Regiment, bestand aber aus einer unterschiedlichen Anzahl und Art von angegliederten Bataillonen und Kompanien. Organisatorisch gab es zwei Arten von Bataillonen: Feste Bataillone mit einem Stab und einer vorgeschriebenen Anzahl von organischen Einheiten in Kompaniestärke, die dem Bataillon fest zugeordnet und mit Buchstaben bezeichnet sind (z. B. A-D). Dazu gehörten sowohl Kampf- als auch Unterstützungs- und Serviceeinheiten.
Flexible Bataillone mit dem Stab als einziger organischer Einheit. Dem Bataillon wurden separat nummerierte Unterstützungs-/Dienstkompanien und Abteilungen unterschiedlichen Typs unterstellt, um es für seinen Auftrag anzupassen. Unabhängig von ihrem Typ hatten die Infanteriebataillone eine gemeinsame Basisstruktur. Die Bataillone hatten eine Stärke von 800 bis 1000 Soldaten, verteilt auf drei Rifle Kompanien (A–C) und eine Combat Support Kompanie; ab 1967 kam noch eine weitere Rifle Kompanie (D) hinzu. Das Stabsquartier des Bataillons bestand aus dem CO, dem XO, den Stabsoffizieren und dem Sergeant Major. Die Stabskompanie des Bataillons gliederte sich in einen Kompaniestab eine Abteilung des Bataillonsstabs mit Stabsassistenten und Spezialisten sowie mehrere Platoons.
- Kommunikationplatoon: Zuständig für Installation, den Betrieb und die Wartung der Funk-, Telefon- und Kurierkommunikationssysteme des Bataillons.
- Support Platoon: Verantwortlich für den Transport des Bataillons und die Versorgung der Kompanien mit Rationen, Wasser, Munition, Benzin, Öl und Schmiermitteln.
- Maintenance Platoon: Verantwortlich für die Inspektion, Prüfung, Wartung, Reparatur und Bergung von Ausrüstung
- Medical Platoon: Zuständig für die medizinische Versorgung, die Behandlung und Evakuierung von Verletzten sowie die Eindämmung der Ausbreitung von Krankheiten

Jede Rifle Kompanie setzte sich aus drei Platoons zusammen. Ein Platoon (Zug) war die grundlegende taktische Einheit innerhalb einer Infanteriekompanie der US-Armee im Vietnamkrieg. Ein Infanterie-Platoon bestand typischerweise aus 30 bis 40 Soldaten, aufgeteilt in einen Stab (Lieutenant, Platoon Sergeant) und vier Squads (Gruppe). Die genaue Anzahl der Soldaten konnte je nach Verluste, Verstärkungen oder der Mission variieren.

## Rekrutierung
Gemäß dem Selective Service Act von 1967 waren alle Männer mit Vollendung des 18. Lebensjahres verpflichtet, sich für die Einberufung registrieren zu lassen. Dies ermöglichte die Heranziehung bis zum Alter von 27 Jahren. Zu Beginn der US-Bodenoffensive im Jahr 1965 machte die Zahl der Wehrpflichtigen weniger als ein Drittel der Armee aus. Mit Vollendung des 18. Lebensjahres erfolgte die Meldung bei der örtlichen Einberufungsbehörde, das Ausfüllen eines Einstufungsfragebogens sowie eine Untersuchung vor der Einberufung, um den Status sowie die Möglichkeit eines Aufschubs oder einer Befreiung zu bestimmen. Den über 4.000 Wehrersatzämtern wurden monatliche Quoten zugewiesen. Das System von Zurückstellungen und Ausnahmeregelungen basierte auf einer Vielzahl von Kriterien, darunter körperliche Qualifikationen, Ausbildung, wichtige Beschäftigungsverhältnisse, familiäre Notlage und religiöse Überzeugungen.
Zu den unentbehrlichen Arbeitskräften gehörten Polizeibeamte, Feuerwehrmänner, Mediziner, Lehrer, Geistliche und Studenten der Theologie sowie bestimmte Kategorien von Wissenschaftlern und Ingenieuren. Verheiratete Männer mit oder ohne Kinder, Studenten nach dem Studium, Männer, die ältere Eltern pflegten, und andere Härtefälle wurden in der Regel nachrangig in den I-A-Status eingestuft, aber ab 1966, als die Zahl der Wehrpflichtigen auf 30.000 pro Monat erhöht wurde, wurden auch solche Personen einberufen. Das Spitzenjahr für die Einberufung war 1966, als neue Divisionen, Brigaden und Unterstützungseinheiten aufgestellt und bestehende Einheiten für den Einsatz in Vietnam aufgerüstet wurden: 382.000 wurden eingezogen. Danach waren es weit über 200.000 pro Jahr, bis sie 1970 abfielen.
Innerhalb weniger Wochen nach ihrer Registrierung mussten die Männer einen Einstufungsfragebogen ausfüllen, um ihre Diensttauglichkeit zu beurteilen. Eine Einstufung in die Klasse I-A bedeutete die Berechtigung zur Einberufung. I-C, I-D, I-O, I-S, I-W und I-Y waren Zurückstellungen für die Polizei, das ROTC, Kriegsdienstverweigerer aus Gewissensgründen, High-School-Schüler, Kriegsdienstverweigerer, die zivile Arbeit verrichten, bzw. diejenigen, die nur im Falle einer Kriegserklärung eingezogen wurden. I-A, I-B und I-S waren Freistellungen für kritische Berufe, Landarbeiter und Studenten. III-A galt als Ausnahme für extreme Härtefälle oder Kinder. IV-A, IV-B, IV-C, IV-D und F betrafen Personen mit vorhergehendem Militärdienst oder einem einzigen überlebenden Sohn, Regierungsbeamte, ansässige Ausländer, die nicht dienstpflichtig waren, Geistliche oder Theologiestudenten sowie körperlich oder geistig Untaugliche.

Die Einberufung erfolgte für zwei Jahre, gefolgt von vier Jahren in der Bereitschaftsreserve nach dem Ausscheiden aus dem aktiven Dienst. Männer, die sich freiwillig für drei Jahre in der regulären Armee verpflichteten, meldeten sich bei den örtlichen Rekrutierungsstellen der Armee. Sie konnten ihr MOS (Military Occupation Specialty) auf der Grundlage ihrer Ergebnisse im Armed Forces Classification Test (AFCT) auswählen. Die Testergebnisse bewerteten die Eignung in Bereichen wie Büroarbeit, Elektronik, allgemeine Wartung, mechanische Wartung und technische Fachkräfte. Am wichtigsten war das Ergebnis im Bereich General Technical (GT), das mit einem IQ vergleichbar ist. Ein Infanterist musste mindestens eine GT-Punktzahl von 70 erreichen, ein Soldat der Special Forces 100 und ein Offiziersanwärter 110.
Viele Schwarze und Hispanoamerikaner meldeten sich freiwillig zu den Fallschirmjägern, entweder weil sie sich dort beweisen konnten oder einfach, weil sie so ihren Familien zusätzliches Geld nach Hause schicken konnten. Die GI Bill, mit der nach Beendigung des aktiven Dienstes eine College-Ausbildung bezahlt werden konnte, war für viele, unabhängig von ihrer ethnischen Zugehörigkeit oder ihrem sozialen Status, ein wichtiger Beweggrund. Freiwillige konnten sich im Rahmen des Delayed Entrance Program (Programm zur verzögerten Einberufung) melden, auch wenn sie noch in der Highschool waren, und ihren Eintritt bis zu sechs Monate hinauszögern.
Die Zeit des Aufschubs wurde nicht auf die Dienstverpflichtung angerechnet, wohl aber auf die Zeit, die für eine Beförderung benötigt wurde. Vor der Einberufung mussten sie sich einer ärztlichen Untersuchung unterziehen, die bei Dienstantritt wiederholt wurde, um sicherzustellen, dass sie die Anforderungen noch erfüllten. Es gab auch ein Buddy-Programm, bei dem sich zwei oder mehr Freunde melden konnten und die Garantie hatten, mindestens das BCT (Basic Combat Training) und vielleicht auch das AIT (Advanced Individual Training) gemeinsam zu absolvieren, wenn sie das gleiche MOS hatten.

## Ausbildung

### Mannschaften
Die Grundausbildung dauerte acht Wochen und diente zur Ausbildung an der Schusswaffe zur Orientierung über die Armee das Rechtssystem, dem sie nun unterstellt waren, den Code of Conduct, der ihr Verhalten im Kampf und als Gefangene regelte, und die General Orders, die die Anforderungen des Wachdienstes festlegten. Des Weiteren wurden sie einem Fitnesstraining unterzogen und erhielten Einweisung in Erster Hilfe. Es gab Ausdauerläufe Zirkeltraining und Kraftsportübungen. Ebenfalls recht verbreitet waren die Army Daily Dozen jeweils 12 Übungen wie Seitwärtsbeugen, Zehentasten, seitlicher Grätschsprung, Windmühle, Kniebeugen, flutter kicks, Crunches, Ausfallschritte, 8-fache Liegestütze oder auf der Stelle laufen.
Das Physical Contact Confidence Training umfasste Hindernis- und Vertrauensübungen sowie mehrere Stunden Kampftraining mit dem Bajonett. Außerdem wurden acht Stunden Nahkampfausbildung angeboten. Das individuelle taktische Training umfasste Techniken zur Fortbewegung bei Tag und Nacht und Tarnung. Zwei volle Wochen waren der Schusswaffenausbildung gewidmet, dem Zusammen- und Auseinanderbauen, der Pflege und Reinigung, der Nulleinstellung, dem Schießen auf bekannte Entfernungen und dem Gefechtsschießen. Letzteres wurde als Trainfire I bezeichnet und bestand darin, dass der Schütze Ziele im Stehen, im Knien, in der Hocke, in der Bauchlage und im Schützengraben beschoss. Weitere acht Stunden waren der Durchführung von Gefechtsschießen als Gruppe und einem Nahkampfkurs gewidmet, bei dem sich zwei Auszubildende mit scharfer Munition gegenseitig deckten.
Der Infiltrationskurs bot ein hohes Maß an Realismus, Stress und Vertrauensbildung. Nachts betraten die Rekruten einen Graben, der senkrecht zur Schusslinie mehrerer Maschinengewehre verlief. Aus dem Graben heraus krochen sie auf die Maschinengewehre zu, die Leuchtspurgeschosse über ihre Köpfe hinweg abfeuerten, während sie durch Stacheldrahthindernisse krochen und Sprengladungen zündeten. In regelmäßigen Abständen leuchteten an Masten montierte Scheinwerfer auf, die Leuchtraketen simulierten, so dass die vorwärts robbenden Rekruten verharrten und warteten, bis sie erloschen waren, bevor sie weiterkrochen. Die Grundausbildung endete mit einer Abschlussfeier und einer kurzen Pause, bevor der nächste Ausbildungsabschnitt begann. Die der Infanterie zugewiesenen Männer gingen in eine der vielen Schulen, um die Ausbildung in ihrem Spezialgebiet zu beginnen; einige besuchten einen zweiwöchigen Führungsvorbereitungskurs, um als Truppführer und Zugführer eingesetzt werden zu können. Die Männer wurden in Ausbildungskompanien mit drei Zügen und einem Unterstützungszug eingeteilt. Während der ebenfalls 8-wöchigen erweiterten Ausbildung wurden die Männer in den Themen Taktik, Nahkampf, Patrouillendienst und Orientierung.
Die Männer wurden in allen Waffentypen unterrichtet, von Pistolen und Granatwerfern bis hin zu Raketenwerfern und dem .50-Kaliber-Maschinengewehr. Weitere Themen waren Überlebenstraining, Umgang mit Funkgeräten, Minen und Sprengfallen, und zum ersten Mal erhielten die Männer spezifische Informationen über die Art der Kriegsführung, die sie in Vietnam antreffen würden. Einige Auszubildende meldeten sich freiwillig für den Airborne Basic Course in Fort Benning, sofern sie den dreiwöchigen Airborne Physical Fitness Test bestanden und fünf Fallschirmsprünge absolviert hatten.

### Offiziere
Die Offiziersausbildung während des Vietnamkriegs beruhte auf einer Kombination aus mehreren Methoden. Darunter die United States Military Academy in West Point das Reserve Officers Training Corps (ROTC), oder die Officers Candidate Schools (OCS). Ein potenzieller Kandidat für West Point musste zunächst eine Nominierung erhalten. Etwa 85 % der jährlich verfügbaren Nominierungen wurden von Kongressmitgliedern für Bürger ihrer Bundesstaaten oder Kongressbezirke vorgenommen. Die Ernennungen erfolgten durch wettbewerbsorientierte Prüfungen aus mehreren in Frage kommenden Gruppen. Vierzig Ernennungen waren jederzeit für die Söhne von verstorbenen oder zu 100 Prozent behinderten Veteranen aller anerkannten Kriege oder Konflikte, einschließlich Vietnam, möglich. Jährlich wurden 170 Ernennungen auf Wettbewerbsbasis an Soldaten der regulären Armee und der Reserve vergeben. Söhne von Angehörigen der regulären Truppenteile, und von Reserveoffizieren, noch im aktiven Dienst mit mindestens acht Jahren Dienstzeit, konnten sich um 100 Kadettenstellen bewerben, die jährlich für die Ernennung durch den Präsidenten reserviert waren. Es gab keine Begrenzung für die Anzahl der Söhne von Empfängern der Medal of Honor.
OCS-Kandidaten wurden entweder aus dem Pool der Soldaten, insbesondere der Unteroffiziere, oder aus College-Absolventen mit einem Bachelor-Abschluss rekrutiert. Soldaten wurden von ihren befehlshabenden Offizieren nominiert oder bewarben sich selbst für die OCS. Dieser Weg war für Soldaten üblich, die ihre Fähigkeiten bereits in der Ausbildung oder im Einsatz unter Beweis gestellt hatten.
Die Kandidaten durchliefen zusätzliche Tests, darunter Eignungstests, körperliche Untersuchungen und Auswahlgespräche. College-Absolventen erhielten acht Wochen Grundausbildung und neun Wochen fortgeschrittene individuelle Ausbildung, bevor sie den OCS-Kurs begannen. Während des 14-wöchigen Kurses für männliche Offiziere und des 18-wöchigen Kurses für weibliche Offiziere des Women’s Army Corps (WAC) durchliefen sie ein Selektionsverfahren, das sie für die Zuweisung als Junior Officers ihrer Abteilung vorbereitete.
Die Rekrutierung für das ROTC richtete sich in erster Linie an College-Studenten. Das Programm die Möglichkeit, militärische Verpflichtungen zu erfüllen und gleichzeitig eine Hochschulausbildung zu absolvieren. Es war vor allem für diejenigen attraktiv, die eine Einberufung zur Armee als Soldat vermeiden wollten. ROTC-Anwerber der Junior Division besuchten aktiv High Schools und ermutigten die Absolventen, sich an Colleges einzuschreiben, die ROTC-Programme anboten. Den Schülern wurde die Möglichkeit geboten, eine militärische Ausbildung mit einer College-Ausbildung zu kombinieren. ROTC-Stipendien wurden stark beworben und boten finanzielle Anreize wie die Übernahme von Studiengebühren, monatliche Stipendien und Büchergeld für qualifizierte Studenten.
ROTC-Anwerber der Senior Division wandten sich an Studenten von zivilen Colleges und Universitäten. Während die Junior Division, ROTC, eine militärische Ausbildung in weiterführenden Schulen bot, gab es für die Senior Division ein 4- und ein 2-jähriges Programm. Das 4-Jahres-Programm umfasste einen 2-jährigen Grundkurs, gefolgt von einem 2-jährigen Aufbaukurs mit einem sechswöchigen Sommer-Trainingslager, das normalerweise zwischen dem Junior- und dem Senior-Jahr besucht wurde. Das 2-jährige Programm war für Schüler gedacht, die aus irgendeinem Grund nicht in der Lage waren, den Grundkurs zu absolvieren. Zu dieser Kategorie zählten Transferstudenten von Junior Colleges, die kein ROTC-Programm hatten. Anstelle des Grundkurses nahmen sie an einem sechswöchigen Sommercamp teil, bevor sie den Aufbaukurs absolvierten. Die Teilnahme am ROTC war für die meisten College-Studenten zunächst freiwillig. Während des Vietnamkriegs verlangten jedoch viele Hochschulen von Studienanfängern und Studenten im zweiten Studienjahr die Teilnahme am ROTC im Rahmen des Grundkurses als Teil ihres College-Lehrplans.

### Bezahlung
Das Grundgehalt orientierte sich an den Löhnen, die in der Privatwirtschaft für vergleichbare Arbeiten bezahlt wurden. Zusätzlich erhielten Militärangehörige verschiedene Zusatzvergütungen. Es gab Gefahrenzulagen, Leistungszulagen, Zulagen für Einquartierung (sofern keine Regierungsunterkünfte zur Verfügung gestellt wurden), für Verpflegung und für Uniformen.
|                     | unter 2 Jahre | über 2 Jahre | über 3 Jahre | über 4 Jahre | über 6 Jahre | über 8 Jahre | über 10 Jahre | über 12 Jahre | über 14 Jahre | über 16 Jahre | über 18 Jahre | über 20 Jahre |
| General of the Army | 1956          | 2025         | ""           | ""           | ""           | 2103         | ""            | 2264          | ""            | 2426          | ""            | 2588          |
| General             | 1956          | 2025         | ""           | ""           | ""           | 2103         | ""            | 2264          | ""            | 2426          | ""            | 2588          |
| Lieutenant-General  | 1734          | 1779         | 1818         | ""           | ""           | 1863         | ""            | 1941          | ""            | 2103          | ""            | 2264          |
| Major-General       | 1570          | 1617         | 1656         | ""           | ""           | 1779         | ""            | 1863          | ""            | 1941          | 2025          | 2103          |
| Brigade-General     | 1305          | 1394         | ""           | ""           | 1456         | ""           | 1540          | ""            | 1617          | 1779          | 1902          | ""            |

|                    | unter 2 Jahre | über 2 Jahre | über 3 Jahre | über 4 Jahre | über 6 Jahre | über 8 Jahre | über 10 Jahre | über 12 Jahre | über 14 Jahre | über 16 Jahre | über 18 Jahre | über 20 Jahre |
| Colonel            | 967           | 1063         | 1132         | ""           | ""           | ""           | ""            | ""            | 1170          | 1356          | 1425          | 1456          |
| Lieutenant-Colonel | 773           | 909          | 971          | ""           | ""           | ""           | 1001          | 1054          | 1125          | 1209          | 1278          | 1317          |
| Major              | 652 $         | 793 $        | 847 $        | ""           | 862 $        | 901 $        | 962 $         | 1016 $        | 1063 $        | 1109          | 1140 $        | ""            |

|                   | unter 2 Jahre | über 2 Jahre | über 3 Jahre | über 4 Jahre | über 6 Jahre | über 8 Jahre | über 10 Jahre | über 12 Jahre | über 14 Jahre | über 16 Jahre | über 18 Jahre | über 20 Jahre |
| Captain           | 606 $         | 677 $        | 723 $        | 801 $        | 839 $        | 870 $        | 916 $         | 962 $         | 985 $         | ""            | ""            | ""            |
| First Lieutenant  | 486 $         | 577 $        | 693 $        | 716 $        | 731 $        | ""           | ""            | ""            | ""            | ""            | ""            | ""            |
| Second Lieutenant | 417 $         | 462 $        | 577 $        | ""           | ""           | ""           | ""            | ""            | ""            | ""            | ""            | ""            |

|                         | unter 2 Jahre | über 2 Jahre | über 3 Jahre | über 4 Jahre | über 6 Jahre | über 8 Jahre | über 10 Jahre | über 12 Jahre | über 14 Jahre | über 16 Jahre | über 18 Jahre | über 20 Jahre |
| Chief Warrant officer 4 | 617 $         | 662 $        | "" $         | 677 $        | 708 $        | 739 $        | 770 $         | 824 $         | 862 $         | 893 $         | 916 $         | 947 $         |
| Chief Warrant officer 3 | 561 $         | 609 $        | "" $         | 616 $        | 624 $        | 669 $        | 708 $         | 731 $         | 754 $         | 777 $         | 801 $         | 832 $         |
| Chief Warrant officer 2 | 491 $         | 531 $        | "" $         | 547 $        | 577 $        | 609 $        | 632 $         | 654 $         | 677 $         | 701 $         | 723 $         | 747 $         |
| Warrant officer         | 409 $         | 469 $        | "" $         | 508 $        | 531 $        | 554 $        | 577 $         | 600 $         | 624 $         | 647           | 669           | 693           |

|                      | unter 2 Jahre | über 2 Jahre | über 3 Jahre | über 4 Jahre | über 6 Jahre | über 8 Jahre | über 10 Jahre | über 12 Jahre | über 14 Jahre | über 16 Jahre | über 18 Jahre | über 20 Jahre |
| Sergeant Major       |               |              |              |              |              |              | 701           | 717           | 734           | 750           | 767           | 782           |
| Master Sergeant      |               |              |              |              |              | 588          | 605           | 621           | 637           | 653           | 669           | 685           |
| Sergeant First Class | 369           | 443          | 459          | 476          | 492          | 507          | 524           | 540           | 564           | 580           | 597           | 605           |
| Staff Sergeant       | 318           | 387          | 403          | 419          | 435          | 451          | 468           | 492           | 507           | 524           | 532           |               |
| Sergeant             | 275           | 339          | 355          | 371          | 395          | 411          | 427           | 443           | 451           |               |               |               |
| Corporal             | 231           | 290          | 306          | 330          | 347          |              |               |               |               |               |               |               |
| Private first class  | 167           | 233          | 249          | 266          |              |              |               |               |               |               |               |               |
| Private              | 138           | 193          | ""           | ""           | ""           | ""           | ""            | ""            | ""            | ""            | ""            | ""            |

### Beförderung
Während des Vietnamkriegs wurden berechtigte Offiziere entsprechend ihrer Zugehörigkeit zu den Army-Abteilungen in verschiedene Beförderungslisten aufgenommen. Um auf eine dieser Listen aufgenommen zu werden musste die jeweilige Person eine positive Bewertung durch einen Officer Evaluation Report (OER) erhalten haben. Die Beförderung galt sowohl für die reguläre Armee als auch für die Reserve und konnte befristet als auch unbefristet gewährt werden. Darüber hinaus war eine Beförderung von zubesetzenden Leerstellen abhängig.
Die Beurteilung eines OER geschah in der Regel durch den direkten Vorgesetzten des Offiziers, z. B. ein Kompanie- oder Bataillonskommandant (im Rang eines Majors oder Lieutenant Colonels). Die Bewertung konzentrierte sich auf:
- Führungsfähigkeiten: Wie effektiv führte der Offizier seine Untergebenen?
- Taktische Kompetenz: Wie gut setzte der Offizier militärisches Wissen und Fähigkeiten ein?
- Initiative und Einsatzbereitschaft: War der Offizier proaktiv und entschlossen in der Erfüllung seiner Aufgaben, besonders in stressigen Situationen wie dem Vietnamkrieg?
- Charakter und Integrität: Zeigte der Offizier moralische Stärke und Vorbildlichkeit?
- Erfolge im Einsatz: Besonders während des Vietnamkriegs wurde die Leistung im Kampfeinsatz, z. B. durch erfolgreiche Missionen oder effektive Führung im Gefecht, hervorgehoben.

Anhand festgelegter Kriterien wurde eine Beförderung empfohlen oder abgelehnt.
Ein weiterer Offizier (Senior Rater) höheren Ranges (z. B. Brigade- oder Divisionskommandant, meist ein Colonel), überprüfte die Bewertung und fügte eine übergeordnete Einschätzung hinzu. Der Senior Rater gab eine relative Einschätzung ab, wie der Offizier im Vergleich zu seinen Gleichrangigen stand (z. B. "Top 5 % der Captains in der Brigade"). Diese Einschätzung war entscheidend, um auf die Beförderungsliste zu gelangen. Nach der positiven Empfehlung durch den Senior Rater wurde der Offizier auf die Beförderungsliste gesetzt. Die Liste wurde dann an das Promotion Selection Board weitergeleitet.
Das Promotion Selection Board war ein Gremium, das die endgültige Entscheidung über die Beförderung traf. Es setzte sich aus erfahrenen Offizieren zusammen, typischerweise im Rang von Lieutenant Colonel bis General, um sicherzustellen, dass verschiedene Perspektiven berücksichtigt wurden. Das Selection Board bewertete den Kandidaten basierend auf Leistung, Erfahrung und Potenzial. Nach der Prüfung wurden die Kandidaten entweder mit: Fully Qualified for Promotion, Best Qualified for Promotion, Selected for Retention in Grade oder Not selected bewertet.
Die Einstufung Fully Qualified for Promotion wurde für alle Offiziere des Medical and Dental Corps vergeben, die für eine Beförderung zum Major oder Lieutenant Colonel in Frage kamen, sowie für die Offiziere auf allen Beförderungslisten zum Captain. Best Qualified for Promotion wurde für die befristete Beförderung zum Colonel und, mit Ausnahme der Offiziere des Medical and Dental Corps, zum Lieutenant Colonel und Major gewählt. Selected for Retention in Grade bezeichnete Offiziere, deren aktuelle Leistungen derzeit keine Beförderung rechtfertigt, aber eine künftige Beförderung rechtfertigen könnten.
Eine weitere Möglichkeit war die Beförderung nach Dienstzeit (Time-in-Grade). Um der Stagnation bei den Beförderungen entgegenzuwirken, wurden Beförderungen unabhängig von freien Stellen festgelegt. So wurden alle qualifizierten 2nd Lieutenants nach 3 Dienstjahren zum 1st Lieutenant befördert. Ein First Lieutenant wurde nach 7 Dienstjahren zum Captain befördert; ein Captain nach 14 Dienstjahren zum Major und ein Major nach 21 Dienstjahren zum Lieutenant Colonel befördert. Aufgrund des Officer Personnel Act  von 1947 wurden für jeden ständigen Dienstgrad der regulären Armee Prozentsätze festgelegt. Die Beförderung von Offizieren, hing somit von freien Stellen unterhalb der zulässigen Dienstgradstärke ab.

## Lebensbedingungen

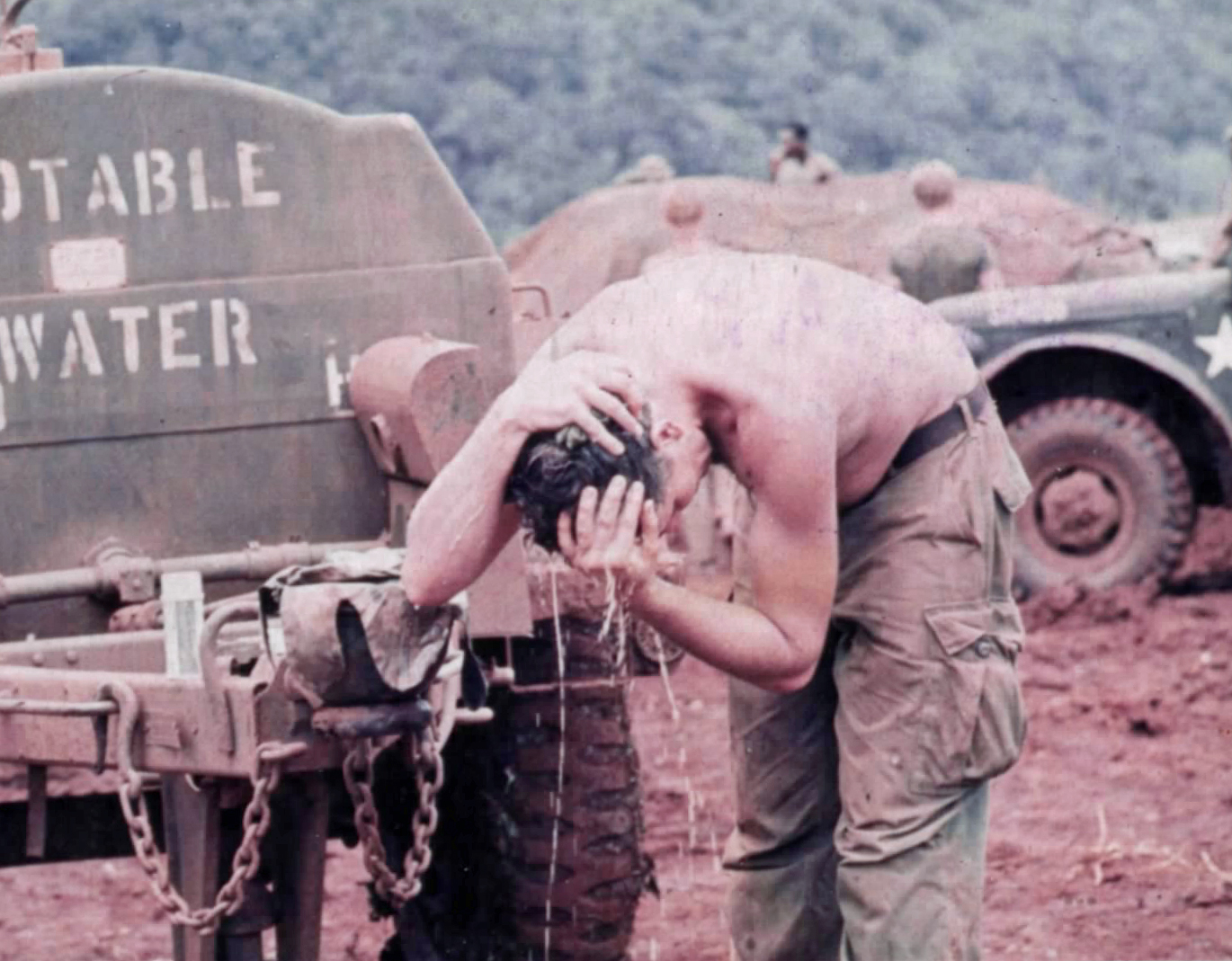
CPL Donald Nolan, Batterie A, 7. Bataillon, 13. Artillerie, 52. Arty Gp, wäscht sich die Haare in einem der Wasserwagen auf der Fire Base Exodus

### Unterkunft und Verpflegung
Im Feld verbrachten die Soldaten einen Großteil ihrer Freizeit damit, ihre Ausrüstung und Waffen zu reinigen, um für die nächste Patrouille bereit zu sein. Durch den Empfang von Briefen und Paketen aus der Heimat konnten viele Soldaten die Herausforderungen des Einsatzes besser bewältigen und ihren Alltag erträglicher gestalten. Das Leben in den Basislagern bot den Soldaten eine Reihe von Annehmlichkeiten, darunter warme Duschen, Betten sowie einen kleinen Post Exchange Store, auch PX genannt. Dieser bot den Soldaten die Möglichkeit, Junk Food wie Limonade und Süßigkeiten, Zeitschriften, Toilettenartikel und andere Artikel zu erwerben, die sie brauchten oder die sie an zu Hause erinnerten. In den Basislagern standen den Soldaten zudem Soldatenklubs zur Verfügung, in denen sie Bier erwerben und Filme ansehen konnten. Darüber hinaus wurden von den Soldaten Kochfeste veranstaltet und Spiele wie Baseball und Volleyball durchgeführt, um die Moral aufrechtzuerhalten. Im Basislager fanden auch von der Regierung gesponserte Live-Shows statt, die ebenfalls zur Hebung der Moral der Truppen beitrugen.

## Sanitätsdienst

### Medical Service Corps
Der U.S. Army Medical Service Corps spielte im Vietnamkrieg eine entscheidende Rolle bei der medizinischen Versorgung, Logistik und Verwaltung. Das Medical Service Corps war in vier Abteilungen unterteilt: Pharmazie, Versorgung und Verwaltung, Medizinische Hilfswissenschaften, Sanitärtechnik und Augenheilkunde. Die vier Abteilungen waren weiter in zwanzig verschiedene Fachbereiche unterteilt. Mit Ausnahme der Bereiche Pharmazie, Versorgung und Verwaltung, in denen es zu Änderungen kam, blieben die Offiziere des Sanitätsdienstes während ihrer gesamten Laufbahn in ihrem Fachgebiet. Die Fachgebiete, die in der Sektion Medical Allied Sciences enthalten waren, waren: medizinische Entomologie, Audiologie, medizinische Laborwissenschaften (Physiologie, Bakteriologie, Biochemie, Immunologie, Parasitologie, verwandte Laborwissenschaften, Nuklearmedizin, Psychologie, Soziologie, klinische Laborernährung) und Podologie.
Der Bereich Pharmazie, Versorgung und Verwaltung umfasste Berufe wie Pharmazieoffizier, medizinischer Assistent im Außendienst, medizinischer Versorgungsoffizier, Wartungsoffizier, Adjutant, Versorgungsoffizier, Personaloffizier, Managementanalytiker, Beauftragter für automatische Datenverarbeitungssysteme, Verwaltungsoffizier, Registrator, Rechnungsführer und Beauftragter für Maschinenaufzeichnungen. Sanitätsoffiziere wurden in der Regel aus dem ROTC rekrutiert und am Brooke Army Medical Center, Fort Sam in Houston oder an der Medical Service Veterinary School Chicago ausgebildet. Die Programme an diesen Einrichtungen umfassten die militärische Grundausbildung sowie die fortgeschrittene Ausbildung für Elemente aller Korps und Fachrichtungen des Medical Departments. Die MSC-Grundausbildung dauerte 16 Wochen und folgte einer einundzwanzig wöchigen erweiterten Ausbildung.

### Army Nurse Corps
Die Rekrutierung von Krankenschwestern für den Vietnamkrieg stellte eine gänzlich andere Herausforderung dar als in den vorangegangenen Kriegen, bei denen sich Tausende von Krankenschwestern freiwillig zum Militärdienst gemeldet hatten. Die Anwerber für den Vietnamkrieg standen vor der Herausforderung, Krankenschwestern für das ANC zu gewinnen. Dabei mussten sie sich mit einer Vielzahl von Problemen auseinandersetzen, darunter die Kontroverse um den Krieg, die sich ändernde öffentliche Meinung über die Rolle von Frauen und Männern sowie die sich ändernden Definitionen der Krankenpflege. Die Krankenschwestern lernten in einer sechs wöchigen Grundausbildung Verwaltungs- und Aufzeichnungsverfahren, das Protokoll und die Hierarchie der Armee, die Organisation des Medical Departments und Methoden zur Behandlung häufiger Kriegsverletzungen. Zur Vorbereitung auf den Krieg gehörte auch die Besichtigung eines behelfsmäßigen vietnamesischen Dorfes und die Übung des Kartenlesens.

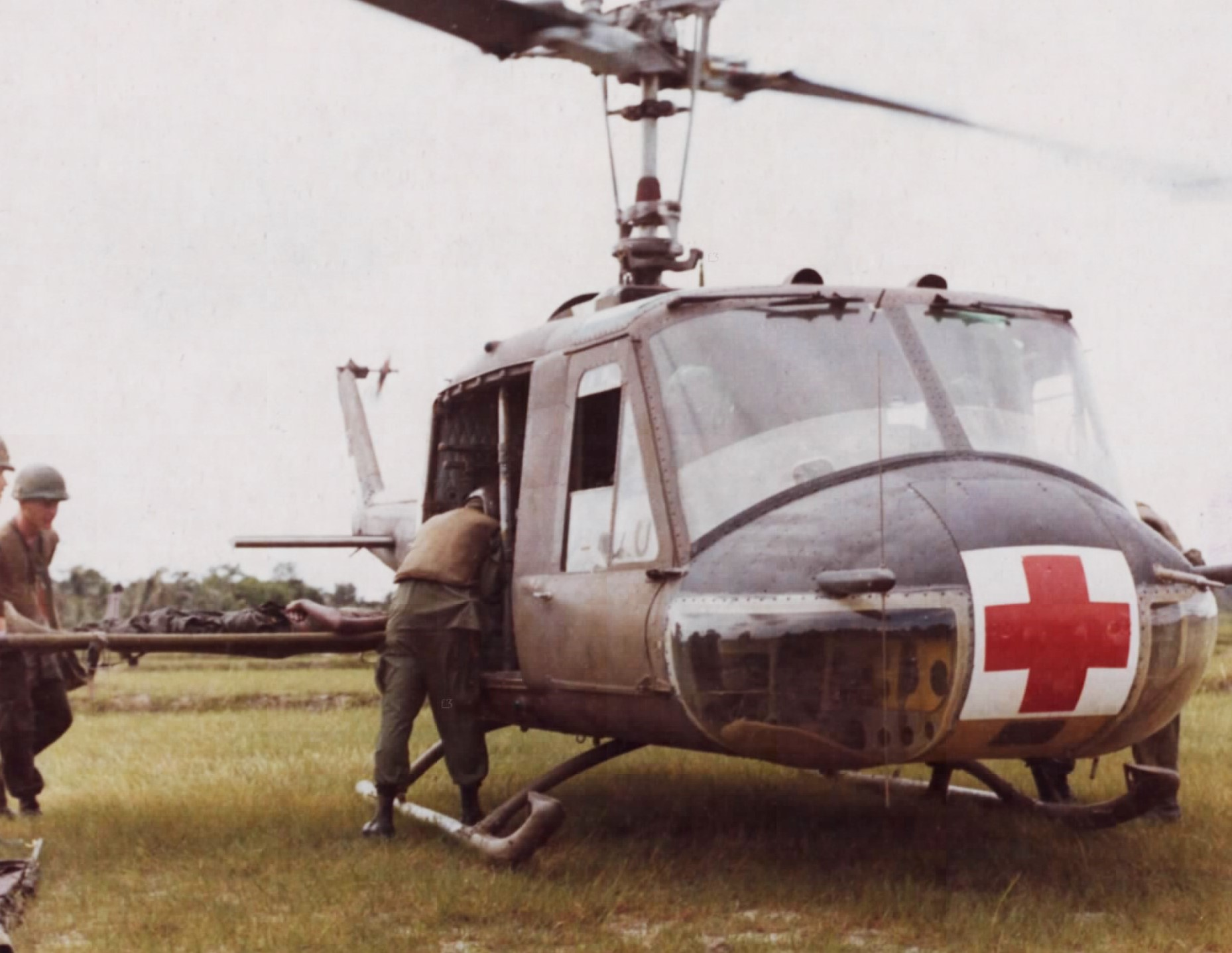
Transport von Verwundeten mit UH-1D-Hubschraubern im Gebiet der Provinz Xa Ba Phoc während der Operation Wahiawa.

### Behandlung
Die medizinische Versorgung der Verwundeten der US-Armee im Vietnamkrieg war ein komplexes, mehrstufiges System, das darauf abzielte, die Überlebenschancen der Verletzten zu maximieren. Die Behandlung und Evakuierung war stark durch den systematischen Einsatz von Hubschraubern (MEDEVAC, Medical Evacuation) geprägt, die es ermöglichten, Verwundete schnell vom Schlachtfeld zu entfernen und in medizinische Einrichtungen zu bringen. Der Vietnamkrieg war der erste Konflikt, in dem Hubschrauber systematisch für die medizinische Evakuierung eingesetzt wurden. Die durchschnittliche Zeit zwischen Verwundung und Ankunft in einer medizinischen Einrichtung lag bei etwa 35 bis 45 Minuten.
Die Hubschrauber waren oft mit medizinischem Personal ausgestattet, das während des Transports lebensrettende Maßnahmen einleiten konnte, z. B. Sauerstoffgabe, Infusionen oder Wiederbelebung. Nach der Evakuierung vom Gefechtsfeld wurden die Verwundeten in ein nahegelegenes Feldlazarett gebracht. Dort arbeiteten Feldchirurgen, Anästhesisten und medizinisches Personal, um lebensrettende chirurgische Eingriffe durchzuführen. Der Fokus lag auf der Stabilisierung der Verwundeten, bevor eine weitere Evakuierung in ein besser ausgestattetes Krankenhaus erfolgte. Wenn die Verwundung schwerwiegender war und eine umfassendere Behandlung erforderte, wurden die Verwundeten in ein Militärkrankenhaus der nächsten Stufe verlegt.

## Women’s Army Corps

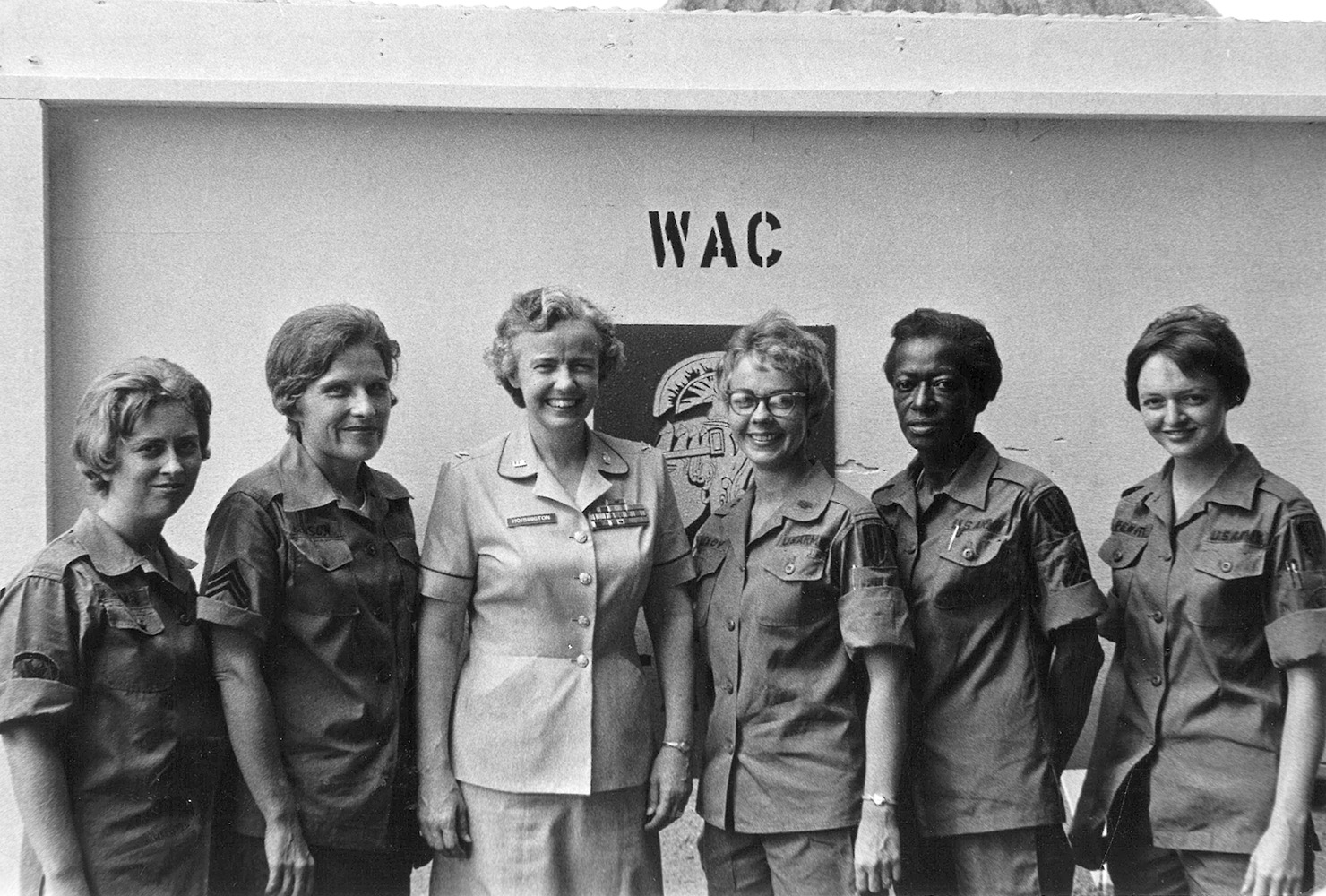
Colonel Elizabeth P. Hoisington trifft Kadermitglieder des WAC Detachment, Vietnam, Oktober 1967.

Ursprünglich während des Zweiten Weltkriegs gegründet, wurden 1965 auf Wunsch von General Westmoreland ein Dutzend WAC-Offiziere in sein Hauptquartier und in das neu errichtete Hauptquartier der U.S. Army Vietnam (USARV) versetzt, um dort Dienstposten außerhalb des Kampfgeschehens zu besetzen. Ende 1965 forderte General Westmoreland weitere 15 WACs für das MACV-Hauptquartier an. Im Juni 1970 arbeiteten bereits mehr als 20 Frauen im MACV-Hauptquartier. Die dem MACV und der USARV zugeteilten Offiziere und Unteroffiziere erwiesen sich als so hilfreich, dass General Westmoreland im folgenden Jahr eine weitere Abteilung von WACs – hauptsächlich Schreibkräfte – für das Hauptquartier, die USARV und andere US-Kommandos in Vietnam anforderte.
Anfang 1967 trafen etwa 80 Soldatinnen ein, die dem WAC Detachment zugeteilt wurden. Die Höchstzahl der in Vietnam eingesetzten WACs wurde im Januar 1970 erreicht: 20 Offiziere und 139 Soldatinnen. 1972 begann der Abzug aller US-Truppen aus Vietnam. Nach sechs Jahren wurde das WAC Detachment, USARV, im September 1972 aufgelöst und die meisten Frauen kehrten in die USA zurück, wo sie erneut eingesetzt wurden. Einige wenige Offiziere und Soldatinnen blieben bis Mai 1973 in Saigon. Insgesamt dienten zwischen 1962 und 1973 etwa 700 Offizierinnen und Soldatinnen in Vietnam. Das Women's Army Corps wurde im Oktober 1978 vom Kongress aufgelöst. Danach wurden Frauen beim Eintritt in die Armee nicht mehr dem WAC, sondern allen anderen Truppengattungen (z. B. Meldegänger, Militärpolizei, Nachrichtendienst usw.) mit Ausnahme der kämpfenden Truppe zugewiesen.

## Kriegsverbrechen

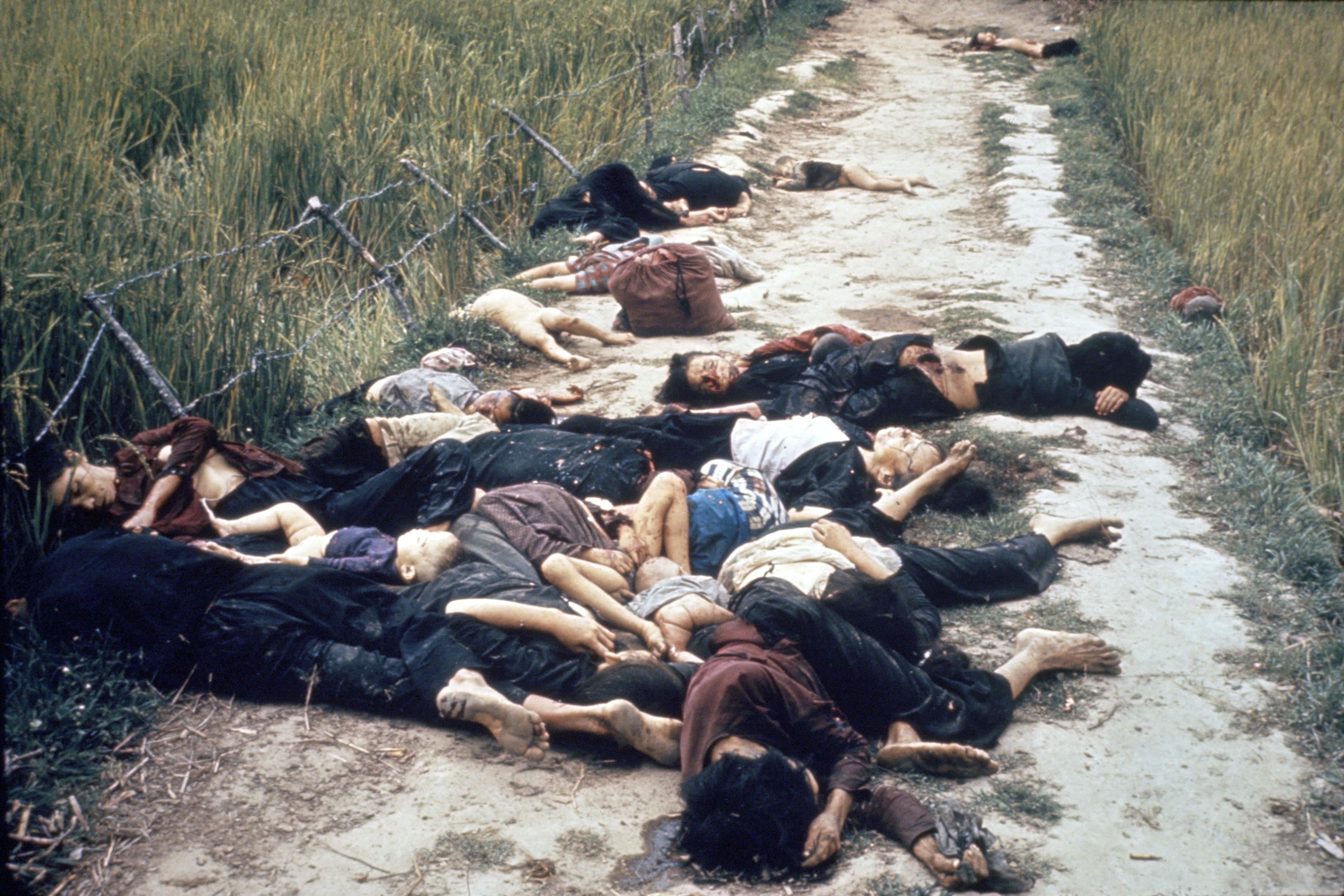
Foto des US-Armeefotografen Ronald L. Haeberle vom 16. März 1968 nach dem Massaker von My Lai mit toten Frauen und Kindern auf einer Straße.

Der Vietnamkrieg war geprägt von zahlreichen Kriegsverbrechen, die von der US-Armee begangen wurden. Diese Verbrechen umfassten Massaker an Zivilisten, den Einsatz chemischer Waffen, Folter sowie die Zerstörung ganzer Dörfer und der Infrastruktur. Das bekannteste Kriegsverbrechen war das My Lai-Massaker am 16. März 1968, bei dem Soldaten der "Charlie Company" bis zu 504 Zivilisten, darunter Frauen, Kinder und ältere Menschen, brutal ermordeten. Viele Opfer wurden vorher vergewaltigt, verstümmelt oder verbrannt. Ähnliche Massaker, wie jenes in My Khe oder im Rahmen der Operation Speedy Express, bei der bis zu 5.000 Zivilisten starben, ereigneten sich an anderen Orten.
Auch der großflächige Einsatz von Agent Orange, einem Entlaubungsmittel, führte zu massiven Umweltschäden und gesundheitlichen Langzeitfolgen, von denen Millionen Vietnamesen betroffen waren. Napalm-Bomben, die ganze Dörfer vernichteten, und Folterpraktiken wie Elektroschocks oder Waterboarding an Gefangenen waren weitere Beispiele für die Grausamkeiten des Krieges. Kriegsverbrechen wurden von verschiedenen Einheiten der US-Armee begangen, wobei der Druck auf die Soldaten, Erfolge in Form von getöteten Feinden (Body Count) nachzuweisen, sowie Rassismus und eine generelle Entmenschlichung der vietnamesischen Bevölkerung eine entscheidende Rolle spielten. Besonders betroffene Einheiten wie die "Charlie Company" wurden bekannt, doch ähnliche Verbrechen ereigneten sich in vielen Regionen. Die systematische Zerstörung vietnamesischer Dörfer im Rahmen der "Search and Destroy"-Taktiken machte Millionen Menschen obdachlos.
Die Aufarbeitung dieser Kriegsverbrechen war unzureichend. Im Fall des My Lai-Massakers versuchte die US-Armee zunächst, den Vorfall zu vertuschen, bis ein Whistleblower, Ron Ridenhour, die Gräueltaten 1969 öffentlich machte. Eine Untersuchungskommission bestätigte die Verbrechen, doch nur ein Soldat, Second lieutenant William Calley, wurde verurteilt. Seine lebenslange Haftstrafe wurde später auf 3,5 Jahre Hausarrest reduziert. Höhere Offiziere blieben straflos. Auch der Einsatz chemischer Waffen wie Agent Orange wurde nie strafrechtlich verfolgt, obwohl die gesundheitlichen und ökologischen Folgen bis heute spürbar sind. Forderungen Vietnams nach Entschädigung wurden größtenteils abgelehnt.

## Verfall
Im Laufe des Krieges insbesondere in den späten Jahren (1968–1973) war die US-Army in Vietnam einer zunehmenden Auflösung der Disziplin, Moral und Effektivität ausgesetzt. Dieser Zustand ergab sich aus einer Kombination von Faktoren, einschließlich der langen Dauer des Krieges, des wachsenden Widerstands gegen den Krieg in den Vereinigten Staaten, der Ungerechtigkeiten innerhalb der Truppen und der psychologischen Belastungen durch den Guerillakrieg. Der Vietnamkrieg war ein asymmetrischer Konflikt, in dem die US-Armee gegen die nordvietnamesische Armee (NVA) und den Vietcong, die eine Guerillataktik verfolgten, kämpfte.
Die Kämpfe fanden oft in unbekanntem, dschungelbewachsenem Gelände statt, was die konventionellen Taktiken der US-Armee ineffektiv machte. Soldaten waren permanent der Gefahr von Hinterhalten, Landminen und tödlichen Fallen ausgesetzt, was zu einer hohen Stressbelastung, Erschöpfung und dem Auftreten von psychischen Störungen wie der Posttraumatischen Belastungsstörung (PTBS) führte. Viele Soldaten griffen zu Drogen wie Marihuana, Heroin oder Amphetaminen, um die psychischen Belastungen zu bewältigen.
Der Drogenmissbrauch untergrub die Disziplin und trug dazu bei, dass die Effektivität der Truppen abnahm. Trotz der signifikanten Überlegenheit der US-Truppen in Bezug auf Technologie und Ressourcen konnte kein eindeutiger militärischer Erfolg verzeichnet werden. Der Krieg entwickelte sich zu einem Abnutzungskrieg, in dem die USA hohe Verluste erlitten, ohne sichtbare Fortschritte zu erzielen. Dies resultierte in einem Gefühl der Frustration und Sinnlosigkeit unter den Soldaten. Dies führte sehr oft zu Befehlsverweigerung oder zum sogenannten „fragging“, dem gezielten Töten von vorgesetzten Offizieren.

## Widerstand
Der Protest gegen die Einberufung in die US-Armee während des Vietnamkriegs war ein zentrales Element der breiteren Anti-Kriegsbewegung, die in den 1960er Jahren an Fahrt gewann. Viele junge Amerikaner, insbesondere Studenten, lehnten den Krieg als unmoralisch und unnötig ab. Die Einberufung wurde als ungerechte Zwangsmaßnahme wahrgenommen, die vor allem benachteiligte Bevölkerungsgruppen traf. Viele Wehrpflichtige, versuchten der Einberufung zu entgehen in dem sie nach Kanada flüchteten. Andere leisteten symbolischen Widerstand in dem sie öffentliche ihre Einberufungskarten verbrannten. Innerhalb der Armee gab es ebenfalls Widerstand. In verschiedenen Städten, besonders in der Nähe von Militärstützpunkten, wurden sogenannte "G.I. Coffeehouses" gegründet. Diese Orte boten Soldaten eine Plattform, um sich auszutauschen, Informationen zu erhalten und über ihre Erfahrungen im Vietnamkrieg zu sprechen. Sie wurden zu Zentren des internen Protests und der Organisation. Soldaten, die im Vietnamkrieg dienten, äußerten zunehmend ihre Unzufriedenheit mit den Bedingungen und der Kriegsführung. Viele Soldaten berichteten von einem Verlust des Glaubens an die Rechtmäßigkeit des Krieges, was zu einem Anstieg von Desertionen und der Weigerung führte, Befehle auszuführen. Einige Einheiten organisierten heimliche Proteste und äußerten ihre Meinung durch Gründung von Gruppen, die sich für Frieden und Gerechtigkeit einsetzten.

### Fort Hood Three
Die Fort Hood Three bestand aus Private First Class James Johnson, Private David A. Samas, und Private Dennis Mora, die sich 1966 weigerten, in den Vietnamkrieg zu ziehen. Sie waren der Meinung, dass der Krieg unmoralisch sei und dass sie nicht für ein Land kämpfen wollten, das ihrer Meinung nach ungerechte Praktiken verfolgte. Diese Soldaten, darunter der spätere Anti-Kriegs-Aktivist David Hawkins, wurden vor ein Militärgericht gestellt und erhielten eine harte Bestrafung, was ihren Protest und den Widerstand gegen die Einberufung in den Fokus der Öffentlichkeit rückte.

### Fort Lewis Six
Die Fort Lewis Six eine Gruppe von sechs Soldaten, Private First Class Manuel Perez, Private First Class Paul A. Forest, Specialist 4 Carl M. Dix Jr., Private James B. Allen, Private First Class Lawrence Galgano und Private First Class Jeffrey C. Griffith die sich weigerten in den Vietnamkrieg zu ziehen, und argumentierten, dass der Krieg unrechtmäßig sei. Ihre Weigerung führte zu Disziplinarmaßnahmen und einem Militärgerichtsverfahren.

### Presidio 27 Sit-down Protest
Der Presidio 27 war eine Gruppe von 27 Soldaten, die 1971 in der Presidio Army Base in Kalifornien an einem Sit-down Protest teilnahmen. Sie weigerten sich, in den Vietnamkrieg zu ziehen, und forderten, dass die Militärführung die Bedingungen für Soldaten verbessert und den Krieg beendet. Dieser Protest war eine der sichtbarsten Formen des internen Widerstands, und die Soldaten wurden für ihren Ungehorsam vor ein Militärgericht gestellt. Der Sit-down Protest erhielt landesweite Aufmerksamkeit und verstärkte das Bewusstsein für die Unzufriedenheit innerhalb der Armee.